# U-759
Unterseeboot 759 foi um submarino alemão do Tipo VIIC, pertencente a Kriegsmarine que atuou durante a Segunda Guerra Mundial.

## Comandantes
| Comandante              | Data                                       |
| ----------------------- | ------------------------------------------ |
| Kptlt. Rudolf Friedrich | 15 de agosto de 1942 - 15 de julho de 1943 |

## Subordinação
Durante o seu tempo de serviço, esteve subordinado às seguintes flotilhas:
| Período                                      | Flotilha                                  |
| -------------------------------------------- | ----------------------------------------- |
| 15 de agosto de 1942 - 31 de janeiro de 1943 | 5. Unterseebootsflottille (treinamento)   |
| 1 de fevereiro de 1943 - 15 de julho de 1943 | 9. Unterseebootsflottille (serviço ativo) |

## Operações conjuntas de ataque
O U-759 participou das seguinte operações de ataque combinado durante a sua carreira:
- Rudeltaktik Neptun (18 de fevereiro de 1943 - 3 de março de 1943)